# Coalização Blue Dog

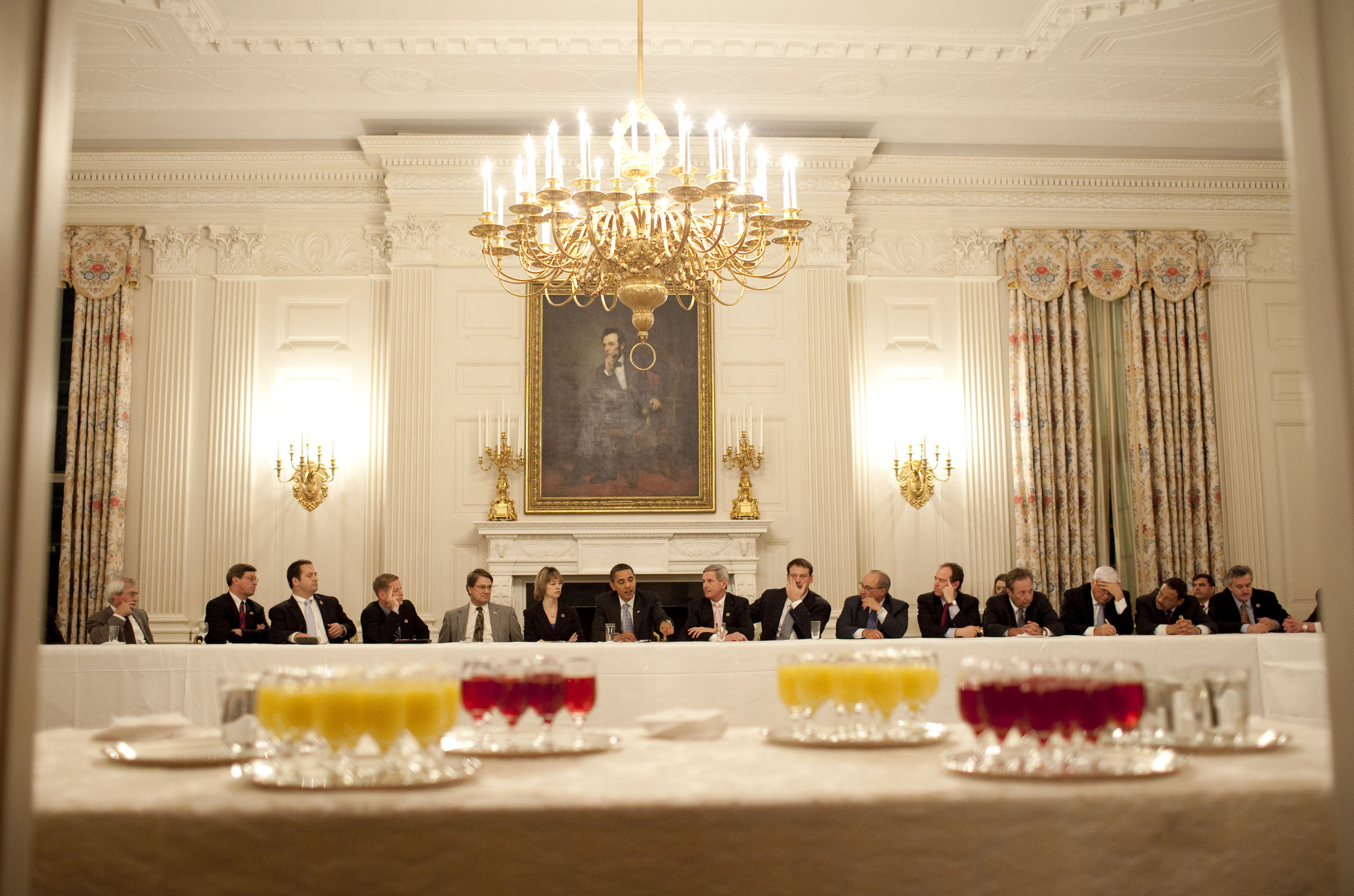
Políticos da Coalizão Blue Dog em encontro com Obama.

Bancada dos Blue Dogs em 2009.

Coalizão Blue Dog (em inglês:  Blue Dog Coalition) é um grupo de políticos do Partido Democrata dos Estados Unidos que adotam uma posição política conservadora, mais afastada das posições ideológicas dos Democratas modernos, e comumente associadas aos políticos do Partido Republicano daquele país. Os membros da Coalizão Blue Dog têm maior força nos estados do Sul dos EUA, onde o ambiente político é mais conservador que no restante do país.
Fundada em 1995, após a vitória dos Republicanos nas eleições da Câmara dos Representantes dos Estados Unidos do ano anterior, os membros da Coalizão Blue Dog são vistos por alguns analistas políticos como os sucessores dos Boll Weevils dos anos 80 e dos Dixiecratas da primeira metade do século XX. Todos esses grupos foram criados por democratas conservadores que eram pouco alinhados à política do partido nos grandes centros, e prosperaram principalmente no Sul dos Estados Unidos (área de população historicamente conservadora).
A influência dos Blue Dogs representa um problema para os líderes Democratas em algumas ocasiões, uma vez que seus votos no Congresso nem sempre se alinham às políticas defendidas pela ampla maioria do partido. As posições ideológicas da coalizão variam do centro à centro-direita. Eles defendem pautas que passam desde a redução dos gastos governamentais com programas sociais, o relaxamento das leis que regulamentam a posse de armas e até as leis que criminalizam o aborto (são uma das poucas coalizões democratas que se declaram pró-vida no Congresso americano, uma vez que o Partido Democrata se declara como um partido político pró-escolha). Em termos de política econômica, os Blue Dogs costumam adotar uma abordagem pro-business, advogando a favor da diminuição de impostos corporativos, austeridade fiscal, limitação do sistema de saúde público e previdência social.
De 2008 a 2010, os Blue Dogs alcançaram proeminência ao se opor a projetos como a reforma da saúde e ao propor mudanças na lei de reforma financeira dos EUA – mudanças essas que amenizariam seus efeitos. Nas eleições legislativas de 2010, entretanto, a bancada dos Blue Dogs sofreu grande perda de influência, uma vez que passaram a ocupar apenas 26 cadeiras na Câmara dos Representantes dos Estados Unidos, em comparação com as 54 cadeiras que ocuparam anteriormente.

## Membresia incumbente

### Câmara dos Representantes
| Representante | Representante    | Estado      | Início de mandato      | Ref. |
| ------------- | ---------------- | ----------- | ---------------------- | ---- |
|               | Sanford Bishop   | Geórgia     | 3 de janeiro de 1993   |      |
|               | Jim Costa        | Califórnia  | 3 de janeiro de 2005   |      |
|               | Henry Cuellar    | Texas       | 3 de janeiro de 2005   |      |
|               | Jared Golden     | Maine       | 3 de janeiro de 2019   |      |
|               | Vicente Gonzalez | Texas       | 3 de janeiro de 2017   |      |
|               | Josh Gottheimer  | Nova Jérsei | 3 de janeiro de 2017   |      |
|               | Mary Peltola     | Alasca      | 13 de setembro de 2022 |      |
|               | Mike Thompson    | Califórnia  | 3 de janeiro de 1999   |      |